# Lekkoatletyka na Letnich Igrzyskach Olimpijskich 1932 – pchnięcie kulą mężczyzn

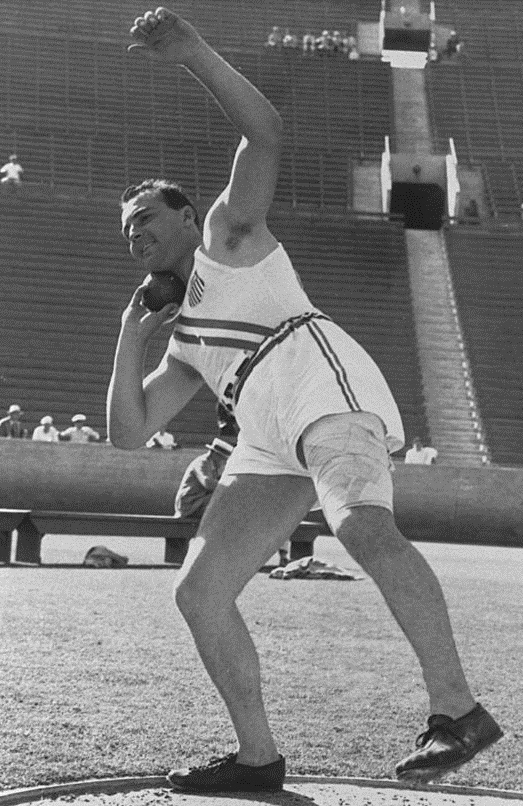
Leo Sexton

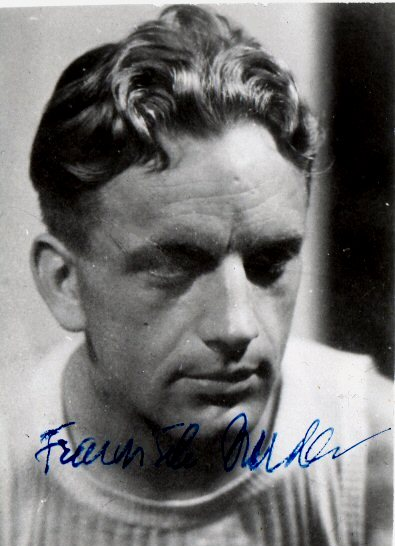
František Douda

Pchnięcie kulą mężczyzn było jedną z konkurencji rozgrywanych podczas X Letnich Igrzysk Olimpijskich. Rozegrano od razu finał 31 lipca 1932 roku na stadionie Los Angeles Memorial Coliseum w Los Angeles. Wystąpiło 15 zawodników z 10 krajów.

## Rekordy
|                   | Zawodnik        | Wynik | Miejsce   | Data                 |
| ----------------- | --------------- | ----- | --------- | -------------------- |
| Rekord świata     | Zygmunt Heljasz | 16,05 | Poznań    | 29 czerwca 1932(dts) |
| Rekord olimpijski | John Kuck       | 15,87 | Amsterdam | 29 lipca 1928(dts)   |

## Terminarz
| Data          |       | Godzina |
| ------------- | ----- | ------- |
| 31 lipca 1932 | Finał | 14:30   |

## Wyniki

### Finał
| Poz. | Zawodnik              | Reprezentacja     | Próby | Próby  | Próby | Próby | Próby | Próby  | Wynik  | Uwagi |
| Poz. | Zawodnik              | Reprezentacja     | 1     | 2      | 3     | 4     | 5     | 6      | Wynik  | Uwagi |
| ---- | --------------------- | ----------------- | ----- | ------ | ----- | ----- | ----- | ------ | ------ | ----- |
| 1.   | Leo Sexton            | Stany Zjednoczone | 15,60 | 15,56  | 15,72 | 15,94 | 15,48 | 16,005 | 16,005 | OR    |
| 2.   | Harlow Rothert        | Stany Zjednoczone | 15,67 | 15,675 | 15,43 | 14,99 | x     | x      | 15,675 |       |
| 3.   | František Douda       | Czechosłowacja    | 15,61 | 15,24  | 14,49 | 15,05 | 15,22 | 15,33  | 15,61  |       |
| 4.   | Emil Hirschfeld       | Niemcy            | 15,21 | 15,36  | 15,02 | 15,38 | 15,54 | 15,56  | 15,56  |       |
| 5.   | Nelson Gray           | Stany Zjednoczone | 15,46 | 14,90  | 14,84 | 13,74 | x     | x      | 15,46  |       |
| 6.   | Hans-Heinrich Sievert | Niemcy            | 13,87 | 14,99  | 14,75 | 15,07 | x     | x      | 15,07  |       |
| 7.   | Zygmunt Heljasz       | Polska            | 13,80 | 14,80  | 14,49 |       |       |        | 14,80  |       |
| 8.   | József Darányi        | Węgry             | 14,58 | 14,68  | 14,67 |       |       |        | 14,68  |       |
| 9.   | Kalle Järvinen        | Finlandia         | 13,80 | 14,63  | 13,91 |       |       |        | 14,63  |       |
| 10.  | Jules Noël            | Francja           | 14,37 | 13,91  | 14,53 |       |       |        | 14,53  |       |
| 11.  | Harry Hart            | Południowa Afryka | 14,47 | x      | 14,22 |       |       |        | 14,47  |       |
| 12.  | Clément Duhour        | Francja           | x     | 12,31  | 13,96 |       |       |        | 13,96  |       |
| 13.  | Paul Winter           | Francja           | 12,57 | 12,60  | 13,14 |       |       |        | 13,14  |       |
| 14.  | Pedro Elsa            | Argentyna         | 11,70 | x      | 11,21 |       |       |        | 11,70  |       |
| –    | Antônio Lyra          | Brazylia          | x     | x      | x     |       |       |        | NM     |       |